# Vernois-lès-Belvoir
Vernois-lès-Belvoir ist eine französische Gemeinde mit 51 Einwohnern (Stand: 1. Januar 2022) im Département Doubs in der Region Bourgogne-Franche-Comté.

## Geographie
Vernois-lès-Belvoir liegt auf 514 m, sechs Kilometer nordöstlich von Sancey-le-Grand und etwa 24 Kilometer südwestlich der Stadt Montbéliard (Luftlinie). Das Dorf erstreckt sich im Jura, in einem von der Barbèche durchflossenen Becken am Südfuß der Lomontkette und am Ostfuß des Mont de Belvoir.
Die Fläche des 4,68 km² großen Gemeindegebiets umfasst einen Abschnitt des französischen Juras. Der Hauptteil des Gebietes wird vom Becken von Vernois eingenommen, das durchschnittlich auf 500 m liegt. Diese Fläche ist überwiegend von Acker- und Wiesland bestanden. Im Becken fließen verschiedene Quellbäche der Barbèche zusammen, die das Gebiet nach Osten zum Doubs entwässert. Flankiert wird das Becken im Westen vom Hochplateau des Mont de Belvoir, der einen rund 100 m hohen Steilhang aufweist. Durch die Erosionstäler der Barbèche und ihrer Seitenbäche wird das Plateau in verschiedene Vorsprünge untergliedert. Die Gemeindegrenze verläuft meist am Plateaurand oberhalb des Steilhangs. Mit 652 m wird ganz im Süden am Übergang zum Hochplateau von Provenchère die höchste Erhebung von Vernois-lès-Belvoir erreicht.
Nachbargemeinden von Vernois-lès-Belvoir sind Vyt-lès-Belvoir im Norden, Valonne und Rosières-sur-Barbèche im Osten, Provenchère im Süden sowie Belvoir im Westen.

## Geschichte
Im Mittelalter gehörte Vernois zunächst zum Herrschaftsgebiet von Belvoir und danach zu demjenigen von Châtillon-sous-Maîche. Zusammen mit der Franche-Comté gelangte das Dorf mit dem Frieden von Nimwegen 1678 an Frankreich.

## Sehenswürdigkeiten

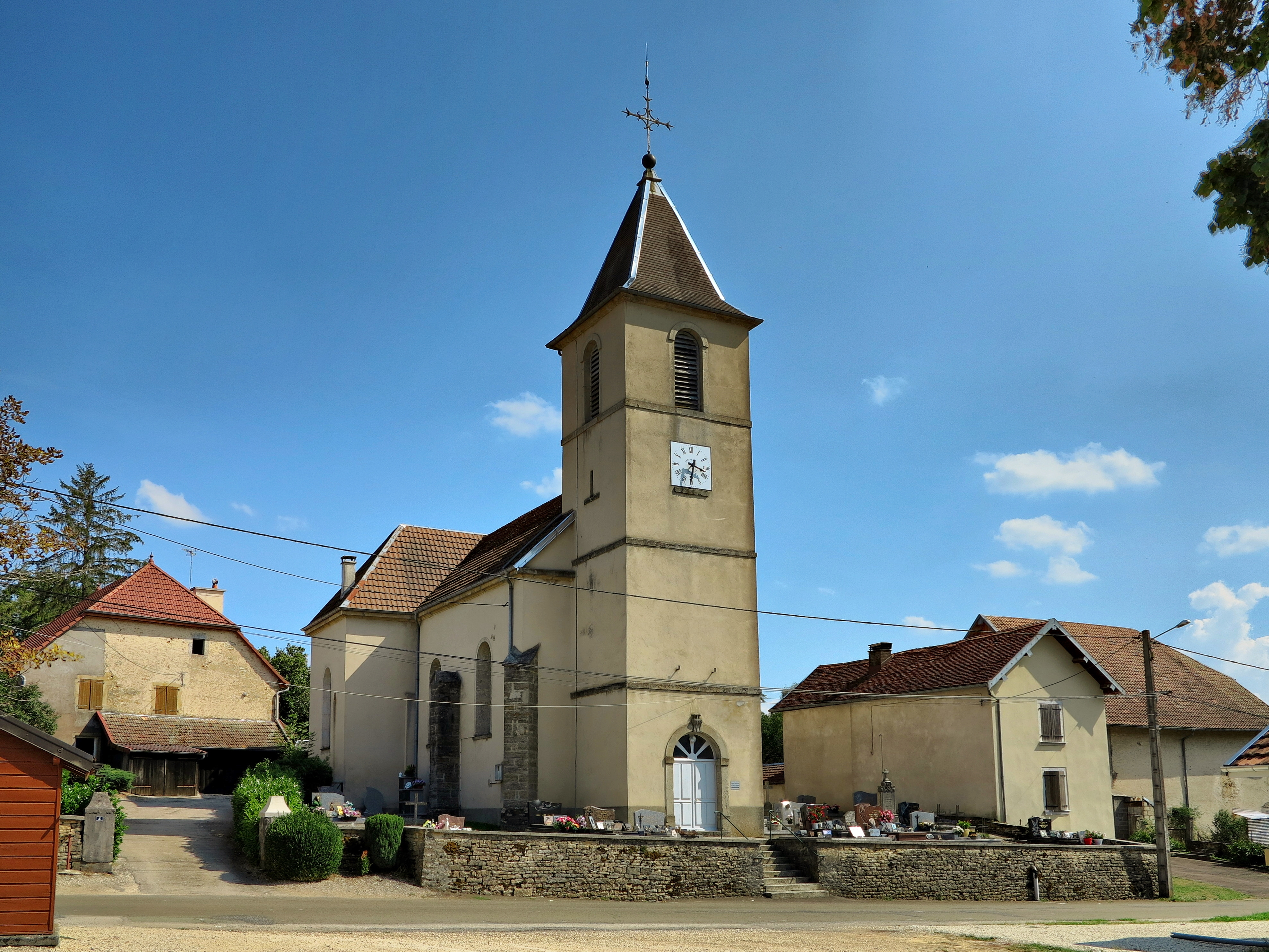
Kirche Sainte-Barbe

Die Dorfkirche Sainte-Barbe in Vernois-lès-Belvoir wurde im Jahr 1775 eingeweiht. Von 1879 stammt die Mairie (Gemeindehaus).

## Bevölkerung
| Jahr                       | 1962 | 1968 | 1975 | 1982 | 1990 | 1999 | 2006 | 2016 |
| Einwohner                  | 93   | 97   | 74   | 67   | 54   | 56   | 57   | 60   |
| Quellen: Cassini und INSEE |      |      |      |      |      |      |      |      |

Mit 51 Einwohnern (Stand 1. Januar 2022) gehört Vernois-lès-Belvoir zu den kleinsten Gemeinden des Départements Doubs. Nachdem die Einwohnerzahl in der ersten Hälfte des 20. Jahrhunderts deutlich abgenommen hatte (1926 wurden noch 126 Personen gezählt), wurden seit Beginn der 1990er Jahre nur noch geringe Schwankungen verzeichnet.

## Wirtschaft und Infrastruktur
Vernois-lès-Belvoir war bis weit ins 20. Jahrhundert hinein ein vorwiegend durch die Landwirtschaft (Ackerbau, Obstbau und Viehzucht) geprägtes Dorf. Außerhalb des primären Sektors gibt es nur wenige Arbeitsplätze im lokalen Kleingewerbe. Einige Erwerbstätige sind auch Wegpendler, die in den umliegenden größeren Ortschaften ihrer Arbeit nachgehen.
Die Ortschaft liegt abseits der größeren Durchgangsstraßen an einer Departementsstraße, die von Vyt-lès-Belvoir nach Rosières-sur-Barbèche führt. Weitere Straßenverbindungen bestehen mit Belvoir und Valonne.